# Musculus pterygoideus medialis
Musculus pterygoideus medialis er en af de mange tyggemuskler i kraniet som faciliterer bevægelsen af underkæben, i dette tilfælde opad og fremad.

## Struktur
Musklen udspringer hovedsageligt fra fossa pterygoidea på kileben, en fordybning skabt på hver side af kraniet af kilebenets inferiore knogleudspring, lamina medialis og lamina lateralis. Resten af musklen udspringer fra tuber maxillae, som er et rugt område på den nedre bagside af overkæbebenet.
Musklen forløber med skråt dorso-inferiore strøj for at hæfte sig på indersiden af ramus mandibulae, den lodrette del af underkæbebenet.

## Referrencer
1. ↑  "Human Anatomy Atlas 2020". Visible Body. 2020.
2. ↑  Tranum-Jensen, Jørgen. Hovedets, halsens og de indre organers anatomi (11 udgave). Munksgaard. ISBN 978-87-628-1559-9.
3. ↑  Rodriguez, Eduardo D. (2017). Plastic Surgery (4. udgave). Elsevier. ISBN 9780323356985.